# Grünspecht
Der Grünspecht (Picus viridis), manchmal auch Grasspecht oder Erdspecht genannt, ist eine Vogelart aus der Familie der Spechte (Picidae). Der Grünspecht und seine Schwesterart, der Grauspecht (Picus canus), sind die einzigen Vertreter der Gattung Picus in Mitteleuropa.

## Beschreibung
Der Grünspecht wird bis zu 32 Zentimeter lang und hat eine Flügelspannweite von bis zu 52 Zentimetern. Die Oberseite ist dunkelgrün, die Unterseite ist blass hell- bis graugrün gefärbt. Der Kopf ist an den Seiten durch eine schwarze Gesichtsmaske gezeichnet, die vom Schnabel bis hinter die Augen reicht, was ihm die Bezeichnung Fliegender Zorro im Volksmund einbringt. Der Oberkopf und der Nacken sind rot, der Bürzel grüngelb. Die Ohrgegend, Kinn und Kehle sind dagegen weißlich. Die Flügel oder Schwingen der Tiere sind braunschwarz, gelblich oder bräunlichweiß gefleckt. Die Steuerfedern sind auf grüngrauem Grund schwärzlich gebändert. Die Unterschiede zwischen den Geschlechtern sind gering, beim Männchen ist der Wangenfleck rot mit einem schwarzen Rand, beim Weibchen ist dieser Wangenfleck einfarbig schwarz. Die Augen des Grünspechts sind bläulichweiß, Schnabel und Füße sind bleigrau. Männchen und Weibchen sind gleich groß und schwer. Fänglinge in der Camargue wogen im Mittel 177 g (Männchen) oder 174 g (Weibchen), die Spanne reichte von 138 g bis 201 g.

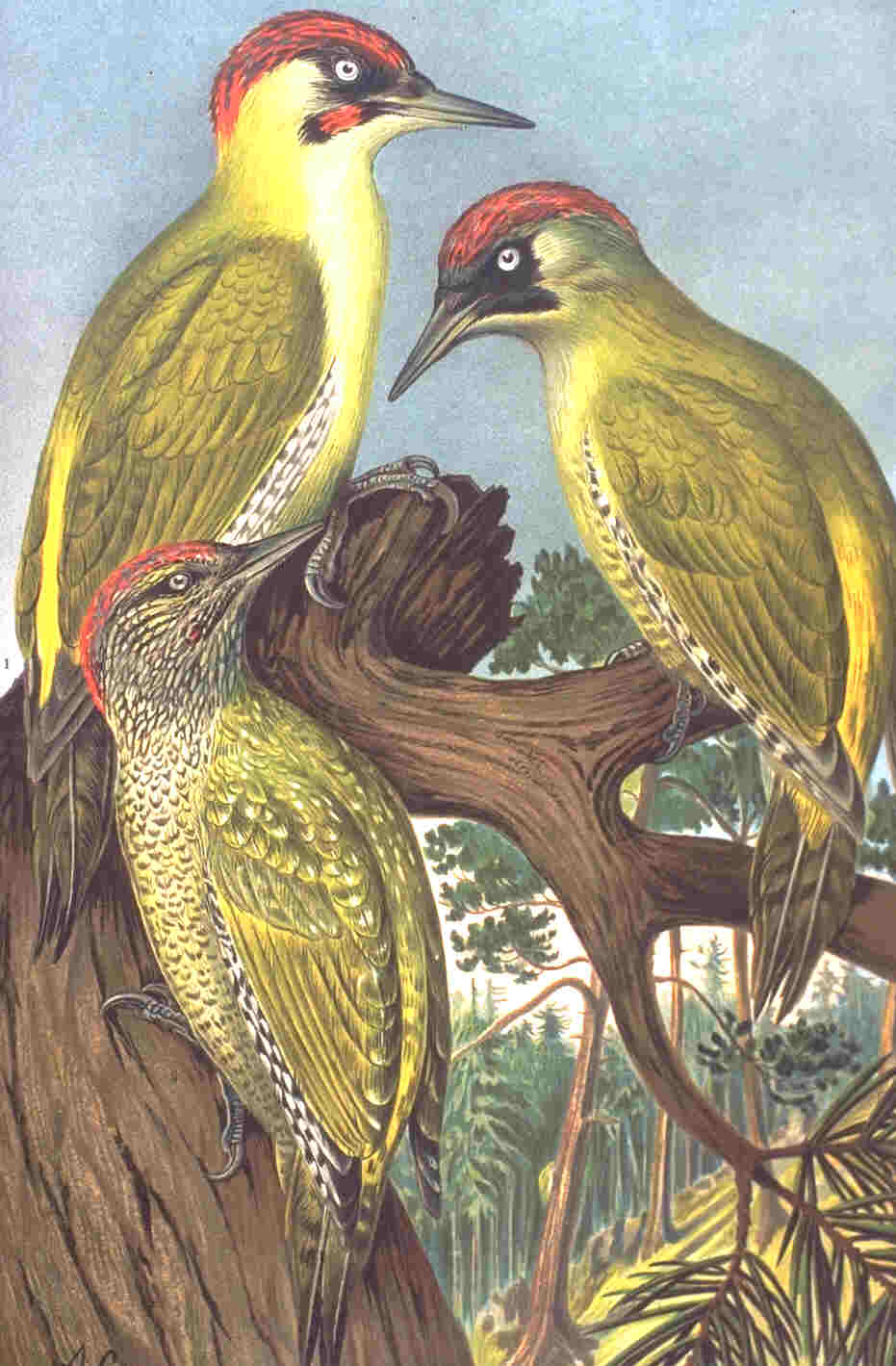
Adulte Vögel und Jungvogel im Vergleich, aus Naumann (1901)

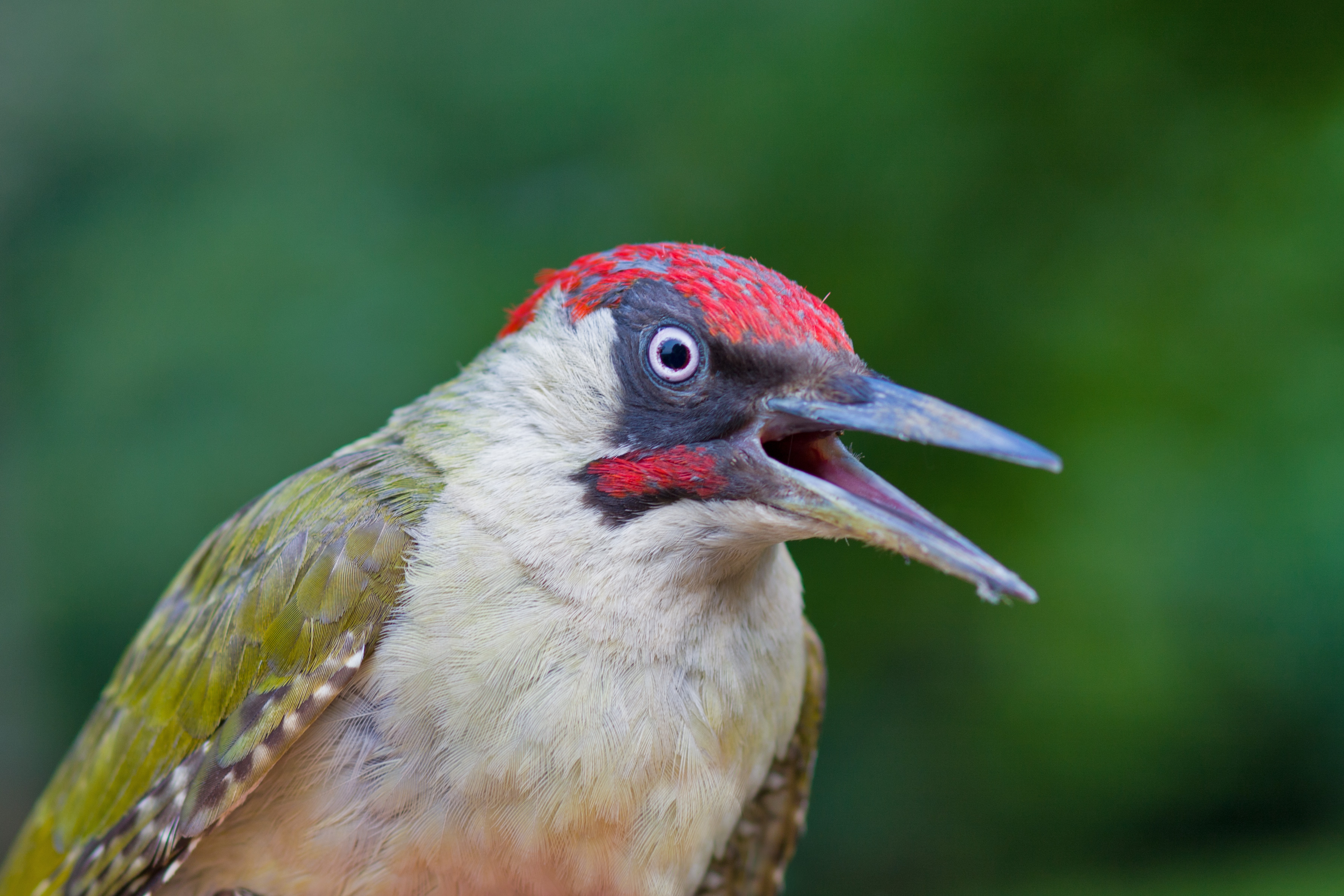
Porträt eines männlichen Grünspechts

Das Jugendgefieder unterscheidet sich stark von dem Gefieder der erwachsenen Tiere, es ist insgesamt deutlich matter. Kopfseiten, Hals und die Unterseite sind auf fast weißem Grund stark dunkel gefleckt bis gebändert. Die roten Anteile der Kopffärbung sind unscheinbar und meistens mit grauen Flecken durchsetzt. Die Flügel und die Gefiederoberseite weisen zudem eine deutliche weiße Fleckung auf.
In Mitteleuropa kann der Grünspecht nur mit dem etwas kleineren, aber sonst sehr ähnlichen Grauspecht verwechselt werden. Im Gegensatz zum Grünspecht hat der Grauspecht jedoch einen grauen Kopf, ein dunkelrotes Auge und nur einen schmalen schwarzen Kinnstreif. Dem Grauspecht fehlt außerdem der rote Scheitel des Grünspechtes, nur beim Männchen ist der Vorderkopf rot, beim Weibchen fehlt eine rote Kopfzeichnung. Oft gibt schon der Beobachtungsort Hinweise zur Artbestimmung, der Grauspecht fehlt im Nordwesten Mitteleuropas und ist im Vergleich zum Grünspecht viel stärker an Gebirge und an Wald gebunden (siehe Verbreitung).

## Mauser

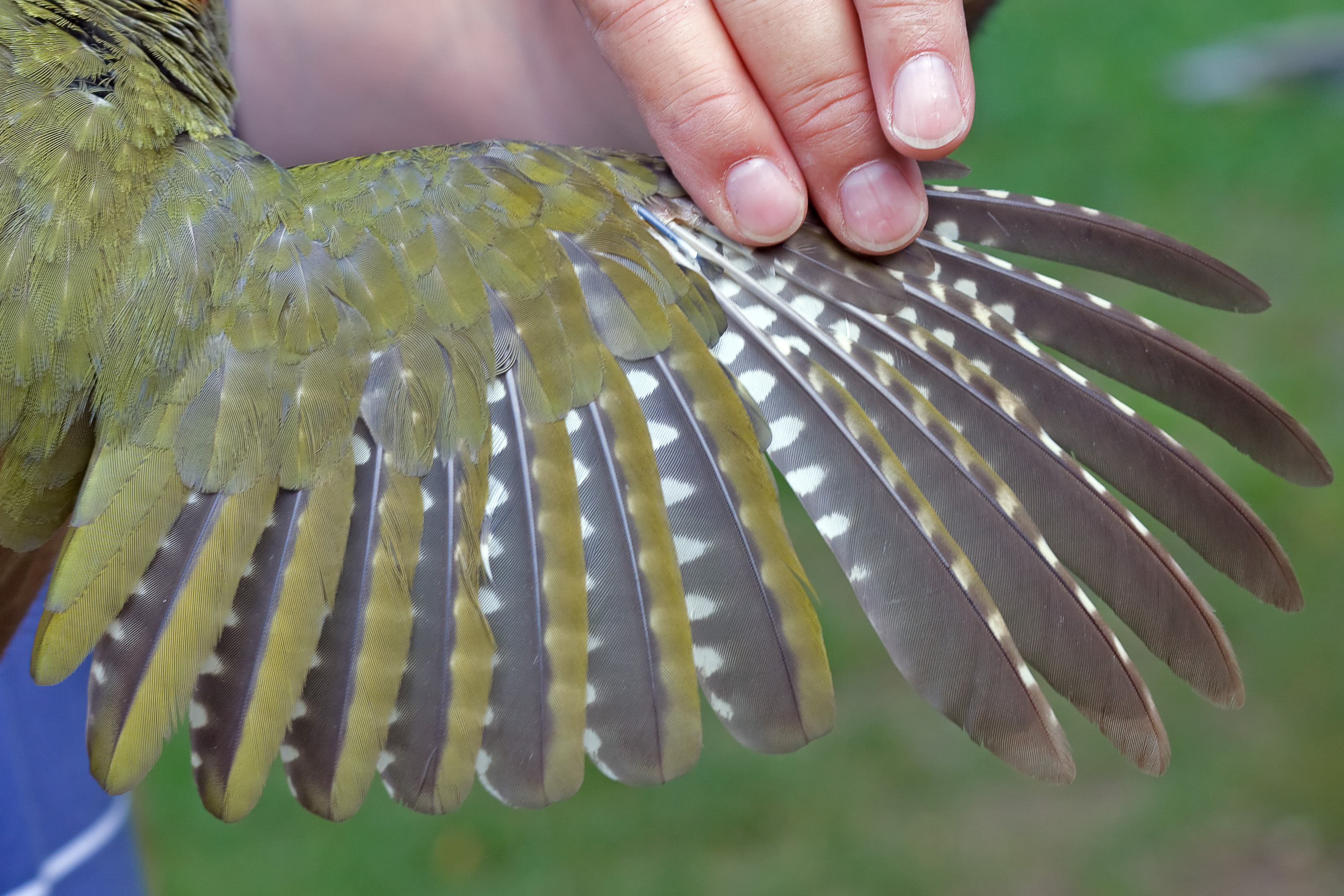
Rechter Flügel eines männlichen Grünspechts

Die Jugendmauser erfolgt kontinuierlich und beginnt bereits in der Bruthöhle. Im Verlauf von etwa vier Monaten ist sie abgeschlossen und entsprechend besitzen die Jungtiere im Spätherbst bereits das Federkleid der Adultvögel.

## Lautäußerungen und Trommelgeräusch
Grünspechte trommeln deutlich seltener als die meisten anderen heimischen Spechte. Sie produzieren dann nur leise und unregelmäßige Wirbel. Auffällig ist dagegen der markante Reviergesang, der von beiden Geschlechtern, intensiver jedoch vom Männchen, geäußert wird. Dieser klingt wie ein lautes Lachen („klü-klü-klü-klü-klü-klü-klü“). Die aus bis zu 20 Silben bestehende, etwas nasal klingende Rufreihe bleibt auf einer Tonhöhe und wird gegen Ende schneller und etwas leiser. Häufig ist ein zweisilbiger, deutlicher Abschluss („klü-ück“). Bei warmem Winterwetter sind diese Rufe in Mitteleuropa schon im Dezember und Januar zu hören, üblicherweise jedoch erst gegen Ende Februar. Die ähnliche Rufreihe des Grauspechtes klingt reiner und liegt in der Tonhöhe meist etwas höher. Die Strophe fällt in der Tonhöhe ab, wird gegen Ende hin langsamer und deutlich leiser und verstummt ohne Akzent. Grünspechte äußern beim Landen oft ein scharfes „Kjäck“, zuweilen auch „Kjück“, das bei Beunruhigung oder in Aggressionssituationen zu einem mehrsilbigen Ruf („Kjück-Kjück-Kjück-Kjück“) gereiht wird.

## Verbreitung und Lebensraum

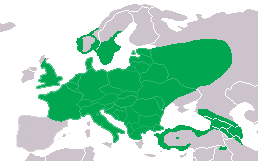
Verbreitung des Grünspechts (ohne die iberische Unterart Picus viridis sharpei)

Der Grünspecht bewohnt große Teile Europas und Vorderasiens, sein Vorkommen liegt also in der westlichen Paläarktis. Er kommt dabei vom südlichen Skandinavien und Großbritannien über den größten Teil des europäischen Festlandes bis in das Mittelmeergebiet und im Südosten bis zum Kaukasus, Turkmenistan und zum nördlichen Iran vor. Die boreale Nadelwaldzone im Norden und die Steppen und Halbwüsten im Süden des Verbreitungsgebietes werden nur randlich besiedelt.
Er bevorzugt halboffene Landschaften mit ausgedehnten Althölzern, vor allem Waldränder, Feldgehölze, Streuobstwiesen, Parks, Haine und große Gärten mit Baumbestand. Innerhalb ausgedehnter Waldgebiete kommt er nur in stark aufgelichteten Bereichen, an Waldwiesen und größeren Lichtungen vor. Die Art zeigt dabei eine starke Präferenz für Laubwälder, in ausgedehnten Nadelholzforsten kann sie großflächig sehr selten sein oder fehlen.
Der Grünspecht ist aufgrund seiner starken Spezialisierung auf bodenlebende Ameisen anfällig für strenge Winter mit hohen Schneelagen. Schwerpunkt der Verbreitung sind daher die Niederungen und die unteren Lagen der Mittelgebirge bis in eine Höhe von etwa 500 m über NN. Im schneereichen und von Nadelwäldern dominierten Bayerischen Wald ist er sehr selten und fehlt oberhalb 900 m ganz. Die Höhenverbreitung scheint zusätzlich durch das Vorkommen des vor allem in der collinen Stufe verbreiteten Grauspechtes beeinflusst zu werden, bei gleichzeitigem Vorkommen beider Arten kann der Grünspecht schon in Höhenlagen ab 150 m über NN großflächig fehlen (etwa in Nordrhein-Westfalen), diese Höhenlagen sind dann vom Grauspecht besiedelt.
Im Alpenraum ist diese Begrenzung der Verbreitung hinsichtlich der Meereshöhe so nicht vorhanden. In den Bayerischen Voralpen und Alpen besiedelt der Grünspecht alle Höhenlagen von 600 bis 1400 m über NN recht gleichmäßig und wurde bis in 1700 m Meereshöhe nachgewiesen, der Grauspecht besiedelte dieselben Höhenlagen in etwas geringerer Dichte. In der Schweiz liegt der Schwerpunkt der Verbreitung in Höhen bis 1000 m NN, die Art kommt dort jedoch regelmäßig bis in Höhen von 2000 m über NN vor. Der Grauspecht ist dort auf Höhenlagen unter etwa 700 m über NN beschränkt, besiedelt also dort nur die colline Stufe. Die höchsten Nachweise liegen dabei im Kanton Wallis in der Schweiz in 2150 m Höhe, im Transkaukasus wurde der Grünspecht sogar in 2745 m Höhe nachgewiesen.

## Lebensweise

### Aktivität

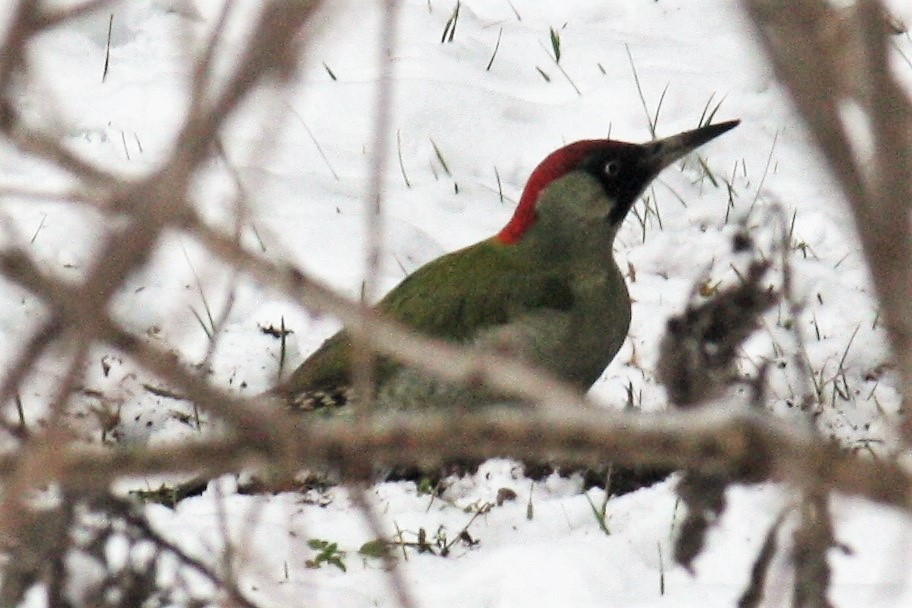
Grünspecht im Winter

Der Grünspecht ist tagaktiv, bei Dunkelheit bewegt er sich nur noch kletternd. Er hat eine regelmäßige Aktivitätsphase und kann in dieser über Wochen täglich die gleichen Routen abfliegen und an denselben Plätzen seine Nahrung suchen. Die Aktivitätsphase selbst dauert abhängig vom Tageslicht zwischen acht Stunden im Dezember und 15 Stunden im Juli.
Der Grünspecht bewegt sich häufig und geschickter als die anderen Spechte am Boden, wodurch er auch als „Erdspecht“ bekannt ist (nicht zu verwechseln mit Geocolaptes olivaceus, dem südafrikanischen Erdspecht). Dabei hüpft er Strecken bis zu drei Metern in einzelnen Sprüngen von maximal 25 Zentimetern ab, ohne zu fliegen. Im Gegensatz zum Bunt- und zum Blutspecht klettert der Grünspecht nicht ruckartig, sondern eher fließend, dabei allerdings nicht so schnell wie der Grauspecht.

Bei relativ dicht stehenden Baumreihen fliegt er auch nicht von einem Baum zum nächsten, sondern überwindet die Distanzen in einem recht charakteristischen Segelflug. Dabei klettert er zunächst den einen Baumstamm empor, um anschließend von unterhalb der Baumkrone bis zum Fuß des nächsten Baumes zu gleiten. Er wiederholt dieses Schauspiel gern vielfach hintereinander.
Er ist ein weitgehend standorttreuer Vogel, der nur kurze Wanderungen unternimmt. Im Winter schweift er teilweise weit umher und erscheint oft in Gärten, um dort nach Nahrung zu suchen. Es handelt sich entsprechend um einen Stand- und Strichvogel. Die Jungvögel verlassen die Reviere ihrer Eltern und suchen sich eigene Reviere in deren Nähe, auch bei diesen Wanderungen entfernen sie sich in der Regel nur bis zu 30 Kilometer vom Geburtsort. Die weitesten bislang durch Beringung nachgewiesenen Wanderungen betrugen in einem Fall 82 km, in einem weiteren 170 km.

### Ernährung

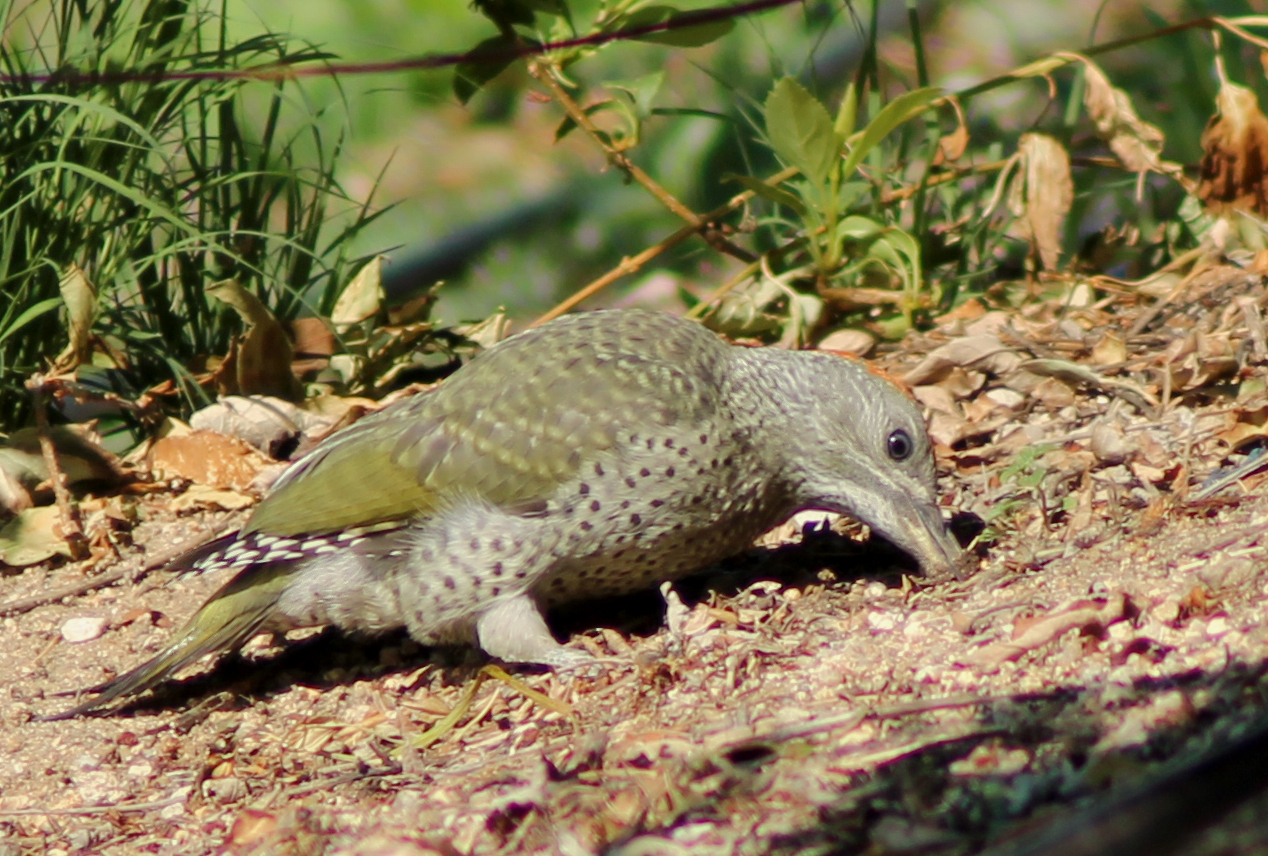
Ein Picus viridis sharpei frisst Ameisen

Der Grünspecht sucht seine Nahrung fast ausschließlich auf dem Boden, er hackt viel weniger an Bäumen als die anderen Spechte.
Von allen mitteleuropäischen Spechten ist der Grünspecht am meisten auf bodenbewohnende Ameisen spezialisiert. Diese fängt er in ihren Gängen mit seiner 10 Zentimeter langen Zunge, die in ein verhorntes und mit Widerhaken bestücktes Ende ausläuft.

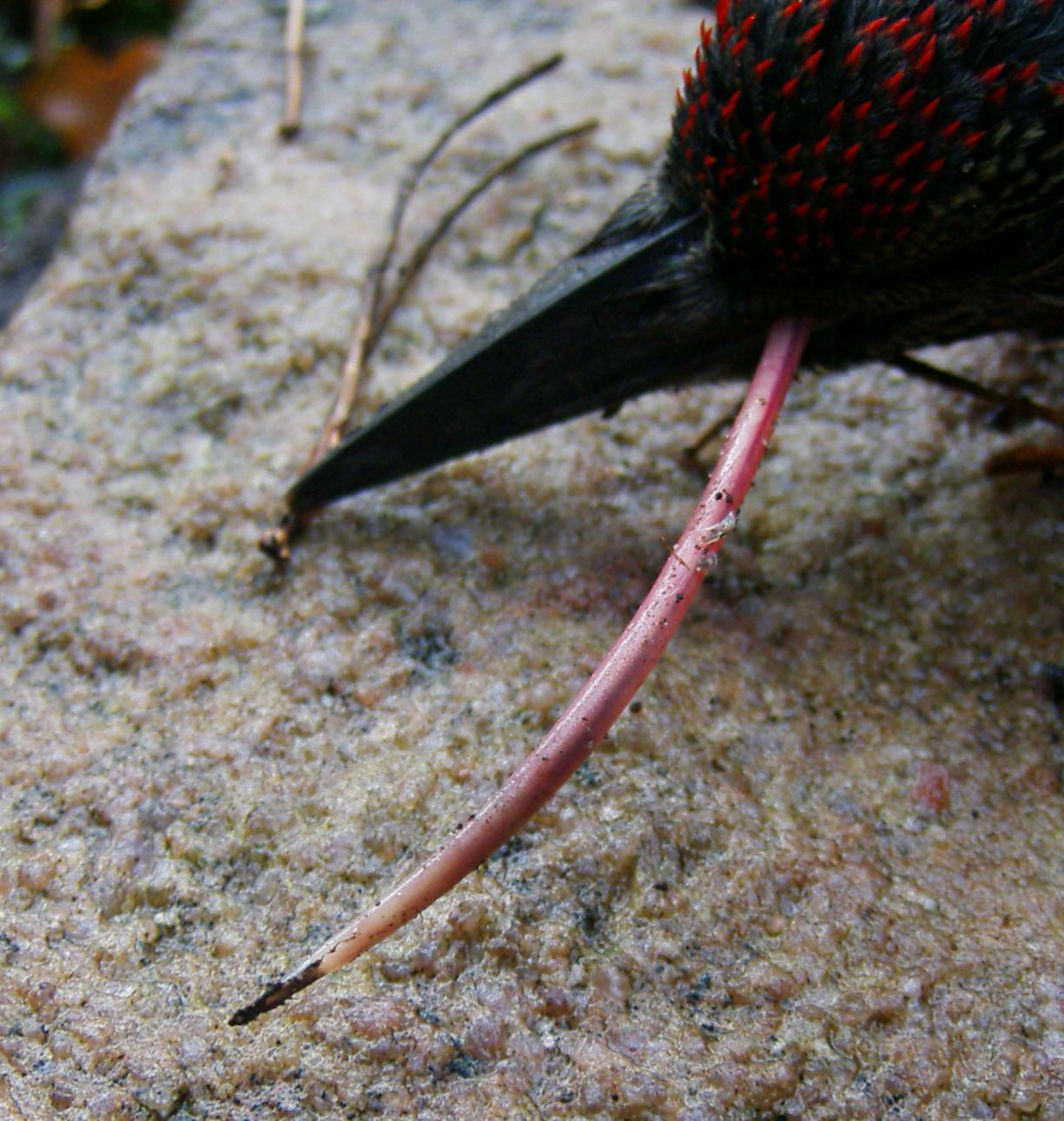
Zunge eines Grünspechts

In den frühen Morgenstunden, kurz nach Sonnenaufgang, suchen Grünspechte Wiesen- und Weideflächen mit lockerem Oberboden und Störstellen auf, um mit ihren langen Schnäbeln gezielt mehrere Zentimeter tiefe Löcher zu bohren. Dabei erbeuten die Vögel häufig die Rote Waldameise und andere Formica-Arten, im Sommer verschiedene Lasius-Arten (Wegameisen). Im Winter graben Grünspechte Tunnel in den Schnee, um zu Ameisenhügeln zu gelangen, die dann meist regelmäßig besucht werden. Vor allem im Winter sucht er Felswände auf, aber auch regelmäßig Dächer, Hauswände oder Leitungsmasten, und sucht dort in Spalten nach überwinternden Arthropoden, vor allem nach Fliegen, Mücken und Spinnen. Würmer und weitere Wirbellose sind dagegen nur selten Teil der Ernährung. Gelegentlich fressen Grünspechte auch Beeren, etwa Vogelbeeren und die Samenmäntel der Eibe, und anderes Obst wie Kirschen, Äpfel oder Trauben.

### Fortpflanzung und Entwicklung

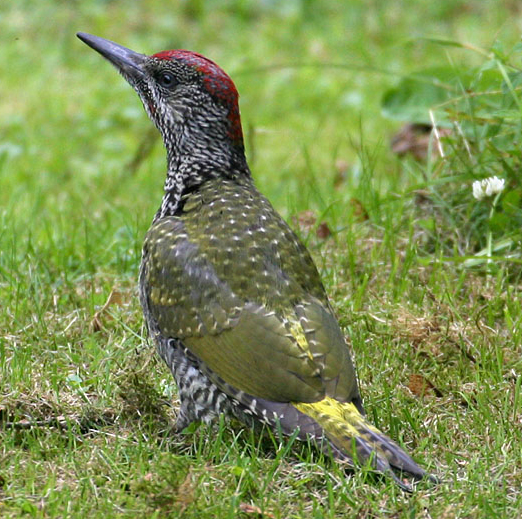
Jungvogel

Grünspechte werden 7–10 Jahre alt und erreichen ihre Geschlechtsreife noch im ersten Lebensjahr. Die Balz beginnt mit ersten Kontaktrufen der Männchen ab Dezember und nimmt dann über den Januar und Februar deutlich zu. Die eigentliche Paargründung und die Festlegung der Reviergrenzen erfolgt in Mitteleuropa Mitte März bis Anfang April. Die Vögel bilden dabei wahrscheinlich Saisonehen, mehrjährige Beziehungen von Paaren werden jedoch auch nicht ausgeschlossen. Die höchste Gesangsaktivität ist im April und im Mai zu verzeichnen.
Als Nisthöhlen dienen im Regelfall verlassene Brut- und Überwinterungshöhlen anderer Spechte oder die eigenen Überwinterungshöhlen. Wie der Grauspecht sind die Grünspechte bei der Auswahl der Baumarten wenig wählerisch und können entsprechend in den verschiedensten Baumarten Höhlen nutzen. So findet man sie in Laubwäldern häufig in Buchen, Eichen, Bergahorn und Linden, in Auwäldern dagegen in Birken, Pappeln, Weiden oder Erlen. Auch in verschiedenen Obstbäumen, Platanen, Ebereschen, Kastanien und Fichten können sich die Nisthöhlen befinden. Finden sie keine bereits verlassenen Höhlen, legen sie selber welche an, meist in weicheren Fäulnisherden. Bei zu hartem Holz wird der Höhlenbau abgebrochen. Diese angefangenen Höhlen faulen danach im Laufe der Jahre aus und werden schließlich nach einigen Jahren nicht selten doch noch zu Bruthöhlen. Die Tiefe des Innenraums der Bruthöhle wird im Normalfall auf etwa 25 bis 60 Zentimeter ausgespänt. Das Flugloch hat eine Höhe und Breite von jeweils 50 bis 75 Millimeter.

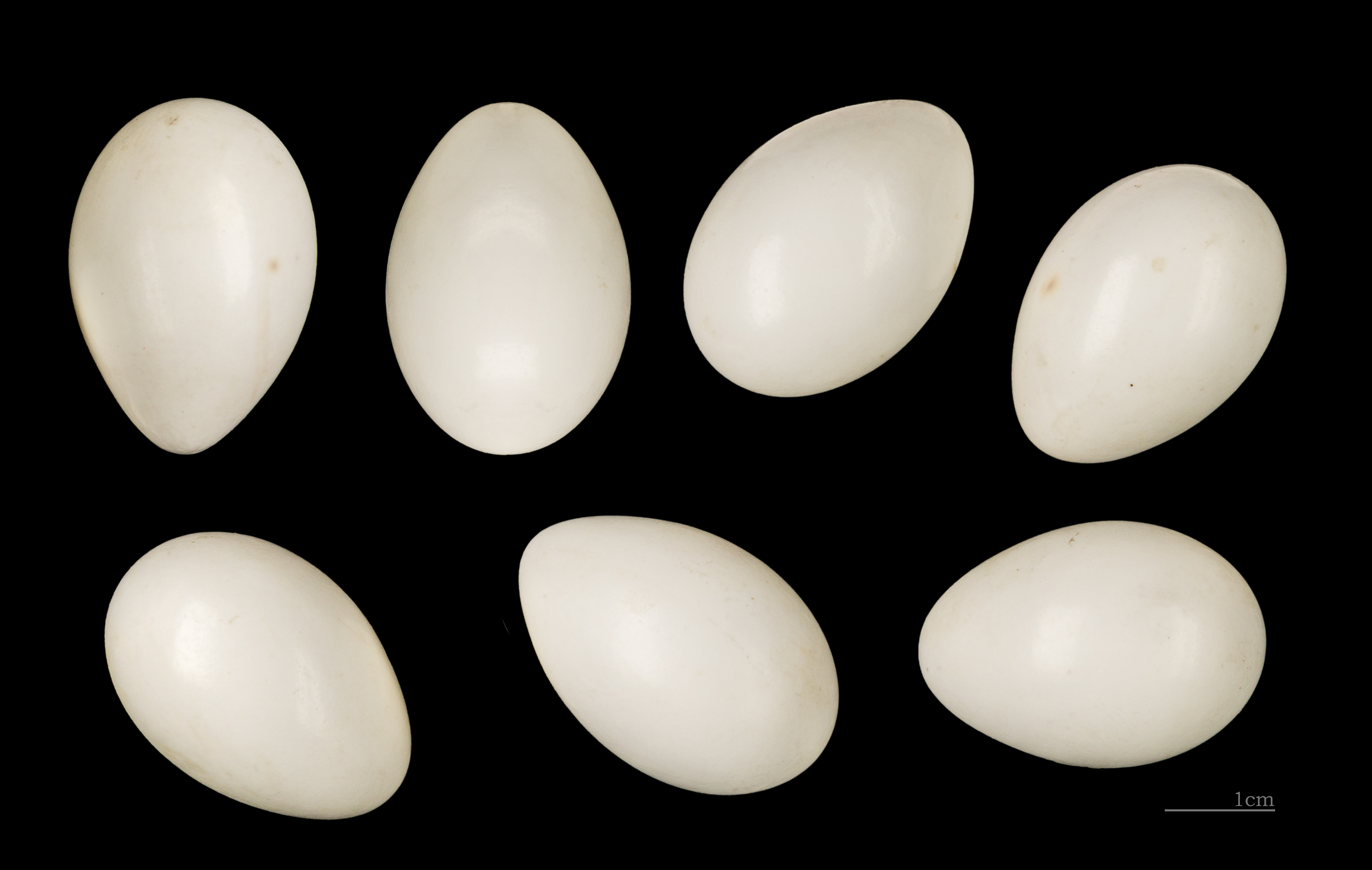
Eier (Gelege) des Grünspechtes

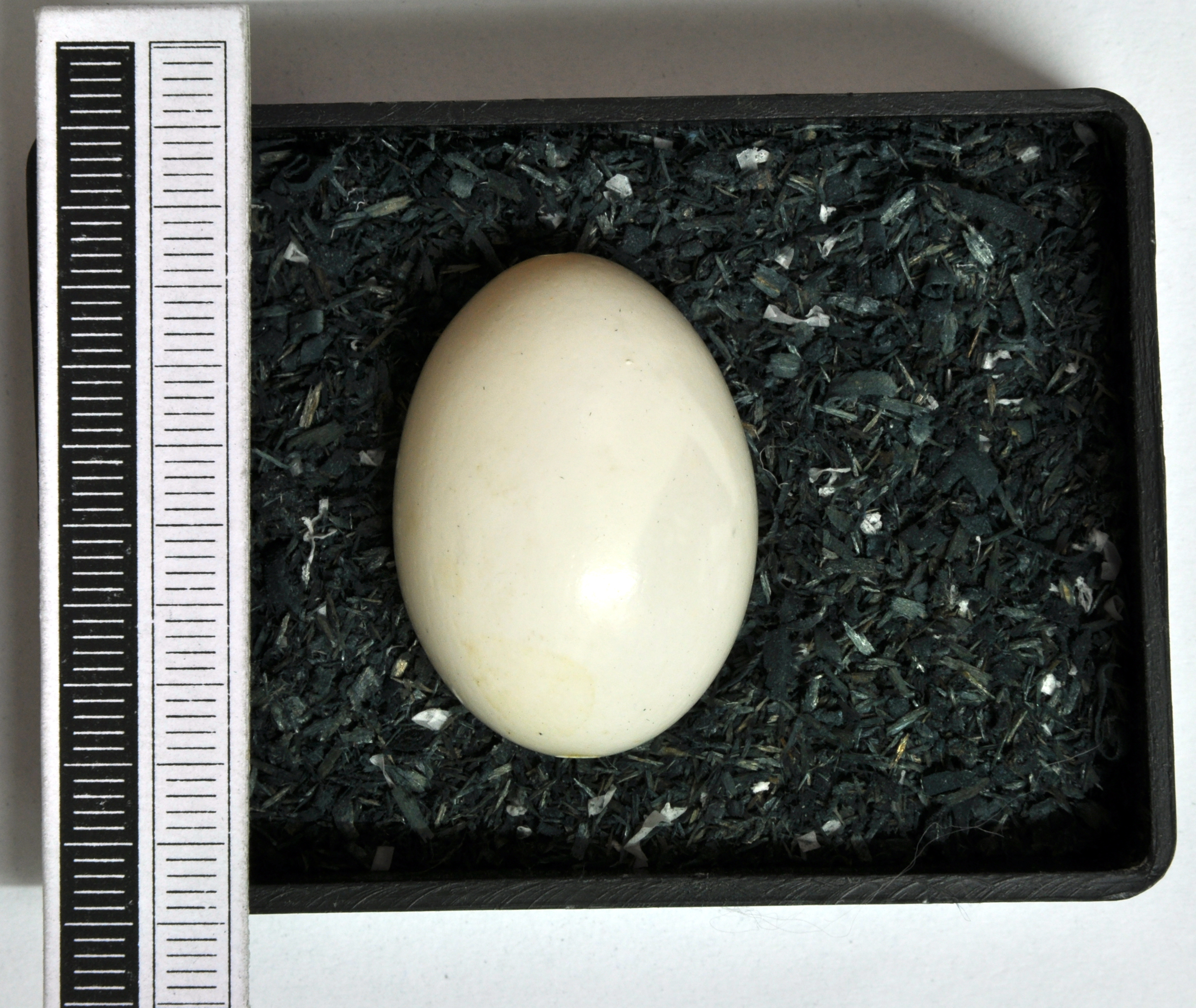
Ei eines Grünspechtes, Sammlung Museum Wiesbaden

Kurze Zeit nach der Paarung legt das Weibchen fünf bis acht reinweiße Eier mit Maßen von durchschnittlich 31 × 23 Millimeter. Die Eiablage beginnt zwischen Anfang April und Mitte Mai, die Brutdauer beträgt 14 bis 17 Tage. Die Jungvögel entwickeln sich dann innerhalb von 23 bis 27 Tagen und fliegen im Juni bis Juli aus. Weitere Gelege werden nur produziert, wenn die Ursprungsgelege keine Nachkommen ergeben, in dem Fall kann das Weibchen bis zu zwei Nachgelege produzieren, die in einer neuen, von beiden Partnern vorbereiteten Höhle abgelegt werden. In den ersten drei bis sieben Wochen füttern und führen beide Elterntiere ihren Nachwuchs, auch danach kann es bei bis zu 15 Wochen alten Jungspechten noch einen lockeren Kontakt zu den Eltern geben.

## Systematik

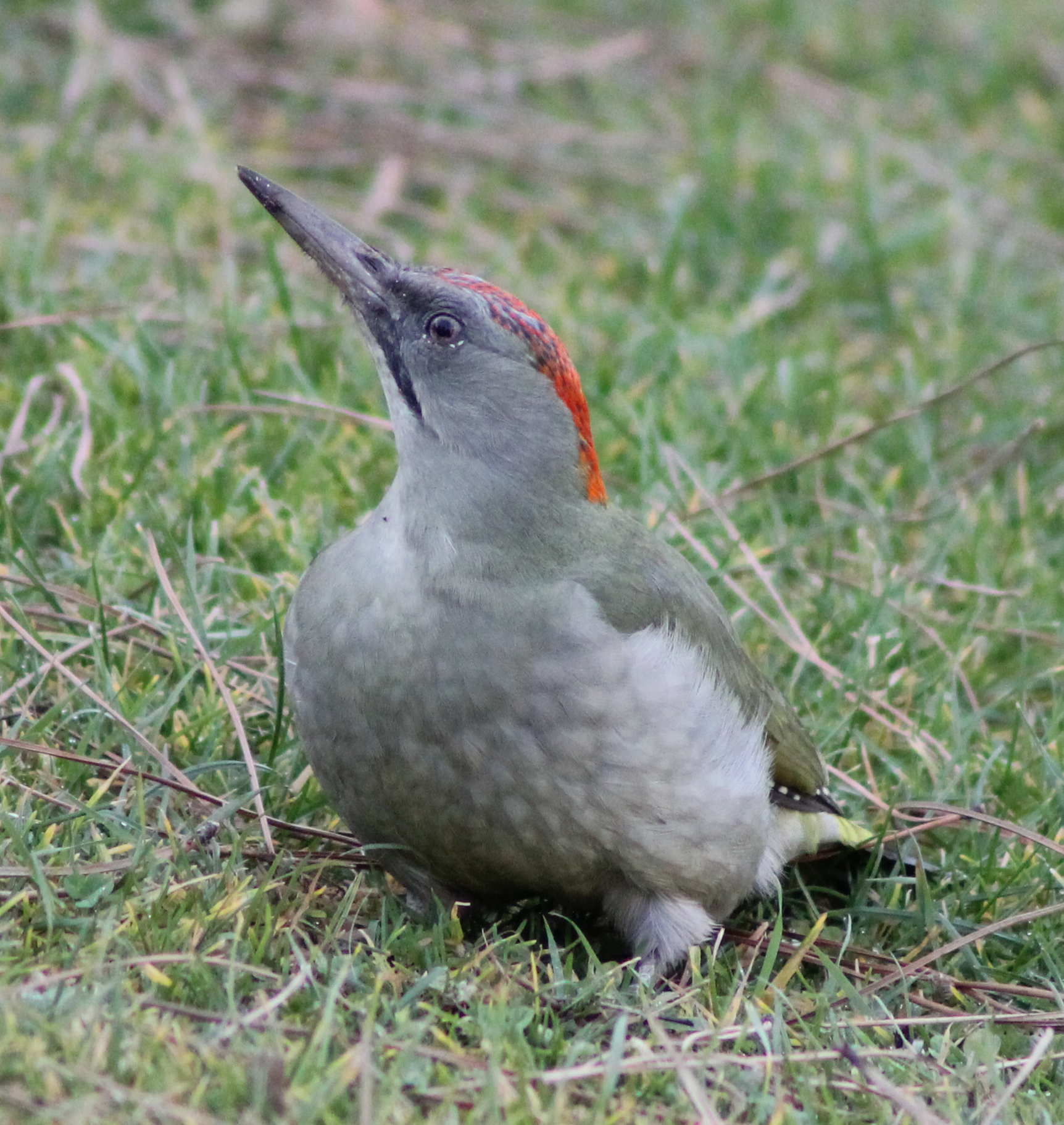
Picus viridis sharpei oder Picus sharpei, Iberiengrünspecht

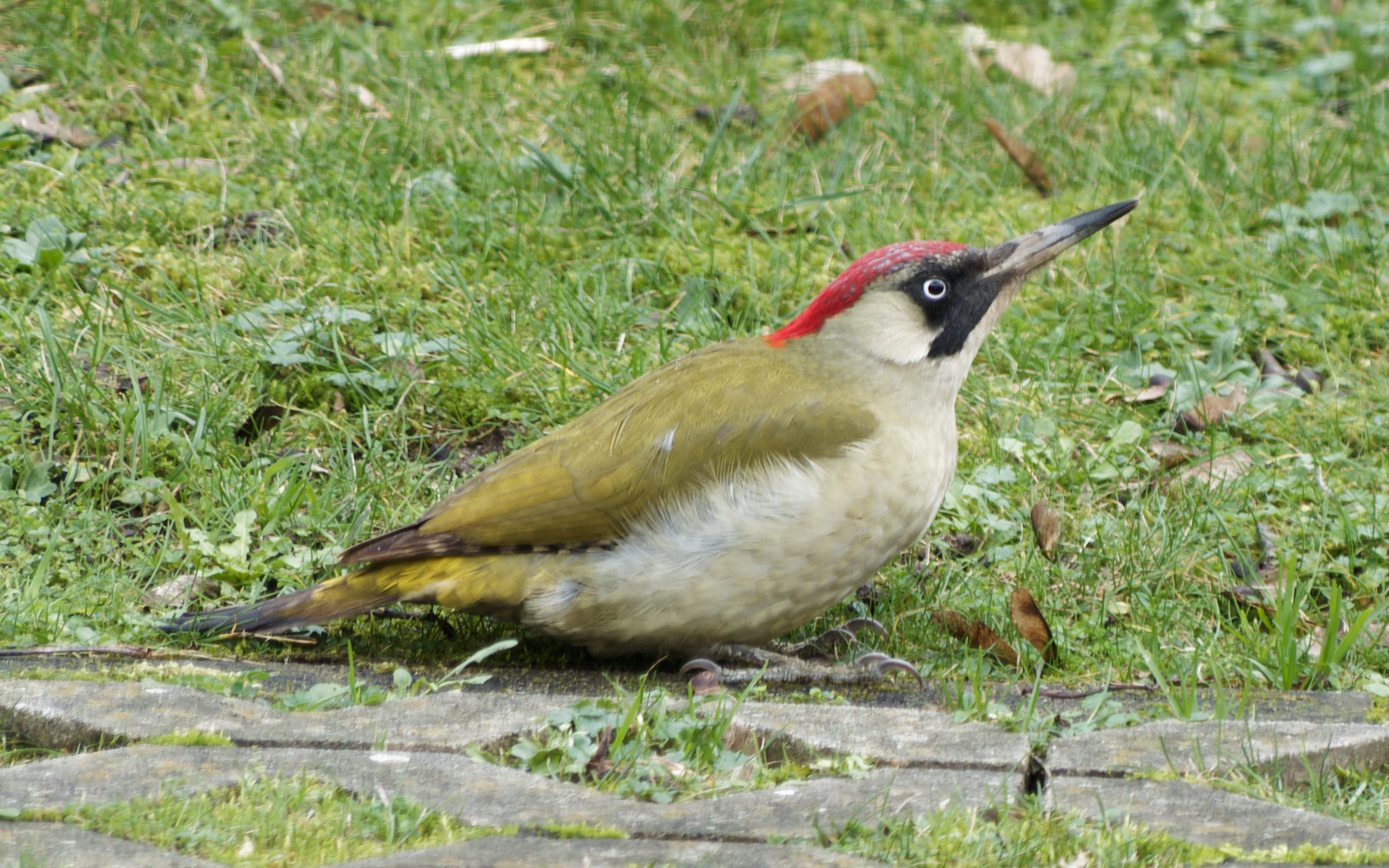
Grünspechtweibchen

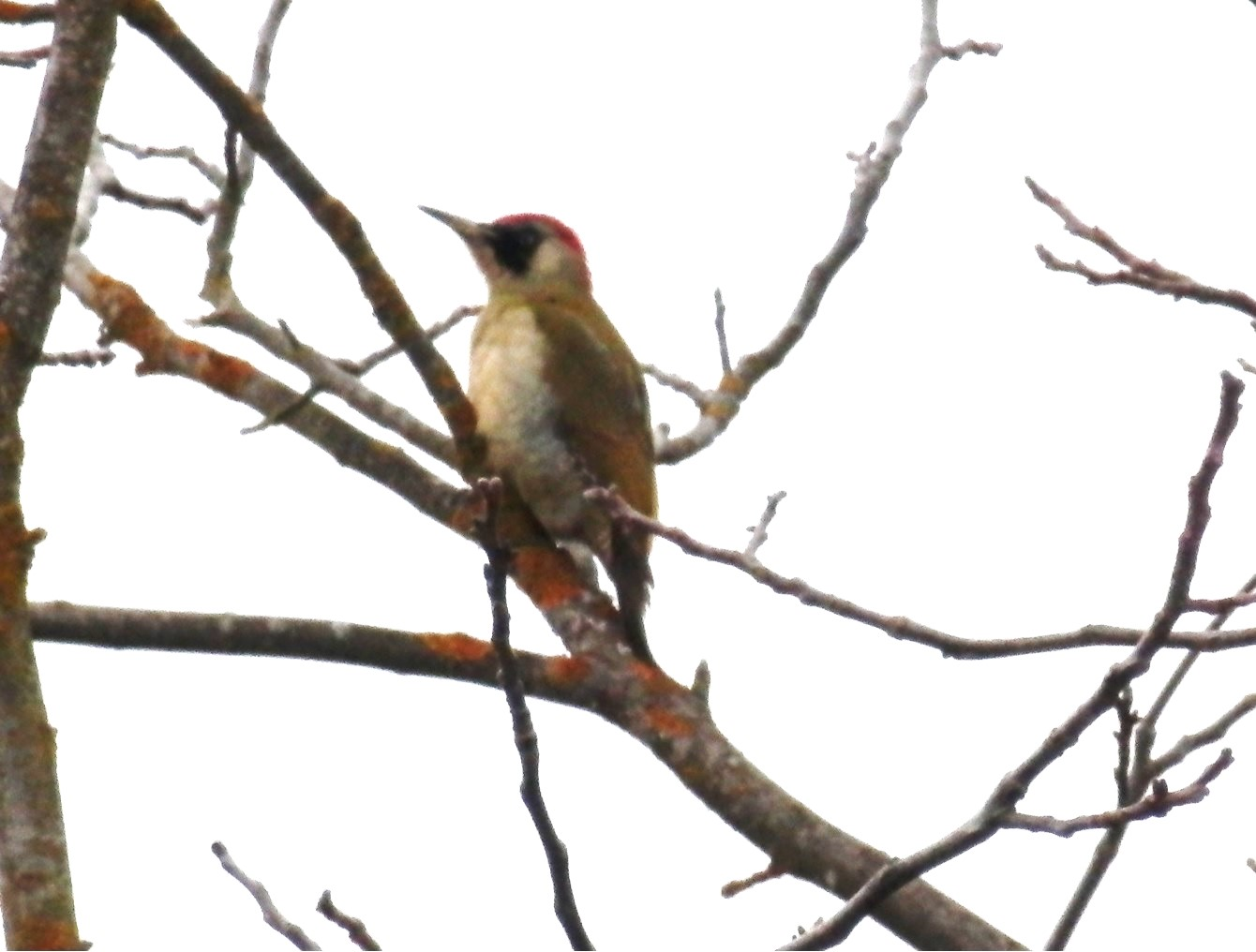
Grünspecht auf einem Nussbaum im Winter

Der Grünspecht wird mit etwa 15 anderen Spechtarten in die Gattung Picus eingeordnet, die paläarktisch verbreitet ist. Als Schwesterart gilt der Grauspecht (Picus canus), der neben dem Grünspecht die einzige Art Europas ist. Die Artentrennung wird dabei auf die letzte Eiszeit, die Würmeiszeit, datiert, in deren Verlauf zwei Populationen der Stammart getrennt wurden und erst nach deren Ende vor etwa 10.000 Jahren wieder aufeinander trafen.
Je nach Quelle werden heute drei bis elf Unterarten anerkannt, wobei die Übergänge zwischen diesen fließend sind (klinal). Glutz von Blotzheim & Bauer (1994) erkennen neben der Nominatform nur die Unterarten Picus viridis sharpei auf der Iberischen Halbinsel und Picus viridis innominatus im südwestlichen Iran an, die sich deutlich in einer Reihe von Färbungsmerkmalen von der Nominatform unterscheiden. Der Atlasgrünspecht (Picus vaillanti) galt ebenfalls lange als Unterart des Grünspechts, wird inzwischen jedoch als eigenständige Art betrachtet.

## Bestandsentwicklung
Der Grünspecht ist einer der häufigsten Spechte in Europa. Sein europäischer Gesamtbestand wird auf 370.000 bis 1,7 Millionen Brutpaare geschätzt (nach neueren Zahlen 590.000 bis 1,3 Millionen), davon sollen bis zu 165.000 Paare in Mitteleuropa leben. Weltweit geht man sogar von 920.000 bis 2,9 Millionen Tieren aus. Der deutsche Bestand wurde Ende der 1990er Jahre auf 23.000 bis 35.000 Brutpaare geschätzt; der Grünspecht ist damit in Deutschland nach Buntspecht und Schwarzspecht der dritthäufigste Specht. In Österreich gibt es etwa 7.000 bis 14.000 Brutpaare.
Angaben zur Bestandsentwicklung sind widersprüchlich und beruhen nur selten auf großflächigen Erfassungen. In Deutschland wurden für die 1990er Jahre aus acht Bundesländern Abnahmen von 20–50 % gemeldet, aus dreien Zunahmen in derselben Größenordnung, für fünf Bundesländer wurde der Bestand als etwa gleichbleibend eingeschätzt. Ein Zusammenhang zwischen Bestandstrend und geographischer Lage war nicht erkennbar. In Österreich gilt die Art nicht als gefährdet, ist jedoch in manchen Bundesländern, wie etwa Kärnten, vollkommen geschützt. In Großbritannien wurde nach 1940 eine leichte Abnahme im Norden Englands festgestellt, aber gleichzeitig erfolgte in Schottland eine Arealausdehnung nach Norden. In den Niederlanden gab es einen gesicherten Bestandsrückgang zwischen Mitte der 1970er und Anfang der 1990er Jahre; der Bestand hat sich insgesamt etwa halbiert. In Polen und in Frankreich weist der Bestand einen positiven Trend auf.
Als Grund für negative Entwicklungen wird vor allem der Verlust geeigneter Lebensräume in Form von offenen und strukturreichen Gebieten angesehen. Der Rückgang von Wiesenameisen durch weiträumige Umwandlung von Grünland in Ackerland und verstärkten Einsatz von Bioziden in der Landwirtschaft ist dabei wohl die wesentliche Ursache. Eutrophierung und fehlende Mahd von aufgelassenen Wiesen dürften ebenfalls eine Rolle spielen.
Kurzfristige, teilweise erhebliche Bestandsrückgänge sind auf harte Winter zurückzuführen, die der Grünspecht weniger gut überstehen kann als seine Schwesterart, der Grauspecht. Starke Einbußen aufgrund der Witterung werden im Regelfall erst nach zehn Jahren wieder ausgeglichen, und in Gebieten, in denen beide Arten leben, verschiebt sich das Artenverhältnis nach härteren Wintern deutlich zu Gunsten des Grauspechts.
Aufgrund der aktuellen Situation und des Bestandsrückgangs über die letzten Jahrzehnte wird der Grünspecht in Deutschland und den Niederlanden in der Vorwarnliste der Roten Liste gefährdeter Arten geführt. Auf internationaler Ebene wird die Art in der Berner Konvention im Anhang II geführt (= zu schützende Art), in der Vogelschutzrichtlinie von 1979 (79/409/EWG) wird sie jedoch nicht aufgeführt.

## Menschen und Grünspechte

### Volksglauben, Medizin und Kultur
Grünspechte als solche spielen in der menschlichen Kulturgeschichte nur eine geringe Rolle, vor allem da sie weder als Schädlinge noch als potentielle Nahrungs- und Jagdvögel von Bedeutung sind. Gemeinsam mit dem Schwarzspecht (Dryocopus martius) galten sie als „Regenvogel“, da ihre Kontaktrufe mit dem Einfluss der ersten Warmfronten die ersten großen Frühjahrsregenfälle des Jahres ankündigten.
Samuel Hahnemann berichtete in seinem Apothekerlexikon 1793–1798 von der angeblich heilenden Kraft der Grünspechtknochen, die überliefert war, seiner Meinung nach jedoch nicht existierte:

„Den getrockneten und gepülverten Knochen dieses Vogels legten die Alten (vergeblich) eine harntreibende Kraft bei.“

Im übertragenen Sinne fand der Begriff Grünspecht vor allem als Bezeichnung für einen halbwüchsigen, vorlauten Besserwisser („Grünschnabel“) Verwendung. Außerdem wurde er seit dem 18. Jahrhundert zur Bezeichnung eines Försters oder Jägers und seit dem frühen 20. Jahrhundert auch für einen Polizeibeamten genutzt.

### Verwendung in der Literatur
Der Grünspecht taucht in der Literatur recht selten auf, gemeinhin ist hier von einem Specht die Rede. Die älteste literarische Erwähnung ist dabei wohl im Werk Die Vögel des griechischen Dichters Aristophanes zu finden, der schrieb:

„Tust du nach meinem Gebot und folgst mir, o göttlicher Jüngling,

Wirst du ein Aar in den Wolken! Doch wenn du die Gabe verweigerst,

Wirst du nicht Fink und nicht Spatz, nicht Adler noch Falke, noch Grünspecht“

Auch in den deutschen Sagen der Brüder Grimm findet sich eine Erwähnung des Grünspechts. Hier wird in der Sage Die Springwurzel erwähnt:
Die Springwurzel erhält man dadurch, dass man einem Grünspecht (Elster oder Wiedehopf) sein Nest mit einem Holz zukeilt; der Vogel, wie er das bemerkt, fliegt alsbald fort und weiß die wunderbare Wurzel zu finden, die ein Mensch noch immer vergeblich gesucht hat. Er bringt sie im Schnabel und will sein Nest damit wieder öffnen; denn hält er sie vor den Holzkeil, so springt er heraus, wie vom stärksten Schlag getrieben.
Johann Gaudenz von Salis-Seewis spielte auf die Geräuschentwicklung des Grünspechts an und schrieb in seinem Gedicht Die Einsiedelei 1789:

„Nichts unterbricht das Schweigen

Der Wildnis weit und breit,

Als wenn auf dürren Zweigen

Ein Grünspecht hackt und schreit,

Ein Rab' auf hoher Spitze

Bemooster Tannen krächzt,

Und in der Felsenritze

Ein Ringeltäubchen ächzt.“

Eine zentrale Rolle spielt der Grünspecht in der Erzählung Die Bernsteinhexe von Wilhelm Meinhold. Hier erscheint einer Frau ein vermeintlicher Geist oder Teufel in Gestalt des Grünspechts und sammelt die Haare eines Toten ein, die er in sein Astloch transportiert:

„Denn als sie eines Morgens, ehe denn die Sonne aufgegangen gewest, von ihrer verbotenen Gräberei zurückkömmt, und in den Wald niedersteiget, höret sie flugs sich zur Seiten einen Grünspecht (so sicherlich die alte Lise selbsten gewest) so erbärmlich schreien, daß sie in das Gebüsche tritt, zu sehen, was er hätte. So sitzt nun dieser Specht auf der Erden vor einem Flusch Haaren, so roth und ganz so gewest seind, wie den alten Seden seine, burret aber mit einem Schnabel voll auf, wie er ihrer gewahr wird und verkreucht sich damit in ein Astloch.“

Auch die übertragenen Bedeutungen wurden in die Literatur übernommen. In Gottfried Kellers Roman Der grüne Heinrich wird beispielsweise der junge Protagonist Heinrich Lee als Grünspecht bezeichnet (Heda, Grünspecht! wo hinaus?), zum einen aufgrund seiner Unerfahrenheit, zum anderen aber auch aufgrund seines im Romantitel wiedergegebenen Spitznamens. Jean Paul schrieb in seinem Roman Dr. Katzenbergers Badereise:

„Da ich mich schämte wegen meiner Blöße, so wurde ich nicht rot, sondern sogenannt preußisch Grün, wie ein Grünspecht.“

### In der Astronomie
1999 wurde der Asteroid (8774) Viridis nach Picus viridis benannt.

### In der Heraldik
Das Wappen des Gütersloher Stadtteils Spexard zeigt einen Grünspecht an einem Baumstamm.

### Vogel des Jahres 2014
Der Naturschutzbund Deutschland und der Landesbund für Vogelschutz in Bayern haben den Grünspecht zum „Vogel des Jahres 2014“ in Deutschland erkoren. Die Wahl wurde am 18. Oktober 2013 bekannt gegeben. Der Grünspecht dient hier als Stellvertreter für den Lebensraum Obstwiese, auf dessen Gefährdung im Rahmen der Kampagne aufmerksam gemacht werden soll.

### Zitierte Quellen
1. ↑  Dieser Vogel darf auf Holz klopfen - Der Grünspecht wird Vogel des Jahres 2014. In: Kleine Zeitung. 19. Oktober 2013, archiviert vom Original (nicht mehr online verfügbar) am 29. Juli 2014; abgerufen am 14. Dezember 2019.
2. ↑  nach Beaman und Madge 1998, Seite 514
3. ↑  Nordrhein-Westfälische Ornithologengesellschaft (Hrsg.): Die Vögel Westfalens. Beiträge zur Avifauna Nordrhein-Westfalens, Bd. 37. Bonn 2002. (ISBN 3-931921-06-9)
4. ↑  Einhard Bezzel & Franz Lechner: Die Vögel des Werdenfelser Landes. Kilda-Verlag, Greven 1978. (ISBN 3-921427-27-4):S. 124ff.
5. ↑  Hans Schmid: Grün-, Grau- und Kleinspecht (Picus viridis, P. canus, Dendrocopos minor) in der Schweiz: aktuelle Verbreitung und Bestandssituation. Ornithol. Beob. 90, 1993: S. 201–212
6. ↑  nach Blume 1996, Seite 71
7. ↑   nach Beringungsanalysen, Glutz von Blotzheim 2001, Seite 952
8. ↑  Glutz von Blotzheim 2001, Seite 955
9. ↑  Blume 1996, Seite 71
10. 1 2   Bauer und Berthold 1997, Seite 285
11. 1 2  Bird-Life Conservation Series Nr. 12, 2004, zit. nach Wagner 2006
12. ↑  nach Wagner 2006
13. ↑  aus Samuel Hahnemann: Apothekerlexikon Bd. 1/2, S. 380 – zitiert nach Die Geburt der Homöopathie. Digitale Bibliothek Spezial, Directmedia Publishing Berlin (ISBN 3-89853-016-7)
14. ↑   zitiert aus Heinz Küpper: Wörterbuch der deutschen Umgangssprache. Digitale Bibliothek 36, Directmedia Publishing Berlin (ISBN 3-89853-436-7)
15. ↑  Aristophanes: Die Vögel – zitiert aus Dichtung der Antike, Digitale Bibliothek 30, Directmedia Publishing Berlin (ISBN 3-89853-430-8)
16. ↑  Brüder Grimm: Die Springwurzel – zitiert nach Deutsche Literatur von Luther bis Tucholsky. Digitale Bibliothek 125, Directmedia Publishing Berlin (ISBN 3-89853-525-8)
17. ↑  Johann Gaudenz von Salis-Seewis: Die Einsiedelei – zitiert nach Deutsche Literatur von Luther bis Tucholsky. Digitale Bibliothek 125, Directmedia Publishing Berlin (ISBN 3-89853-525-8)
18. ↑  Wilhelm Meinhold: Die Bernsteinhexe – zitiert nach Deutsche Literatur von Luther bis Tucholsky. Digitale Bibliothek 125, Directmedia Publishing Berlin (ISBN 3-89853-525-8)
19. ↑  Gottfried Keller: Der grüne Heinrich (Erste Fassung) in Sämtliche Werke in acht Bänden, Aufbau Verlag Berlin 1958–1961; Bd. 3, S. 435 – zitiert nach Deutsche Literatur von Luther bis Tucholsky. Digitale Bibliothek 125, Directmedia Publishing Berlin (ISBN 3-89853-525-8)
20. ↑  Jean Paul: Der Katzenberg in Werke Band 1–6, Hanser Verlag München 1959–1963; Bd. 6, S. 197 – zitiert nach Deutsche Literatur von Luther bis Tucholsky. Digitale Bibliothek 125, Directmedia Publishing Berlin (ISBN 3-89853-525-8)
21. ↑  Willkommen auf www.spexard.de! - Das Wappen und der Grünspecht. Abgerufen am 7. April 2024.
22. ↑  Der Grünspecht ist Vogel des Jahres 2014. Naturschutzbund Deutschland (NABU), 18. Oktober 2013, abgerufen am 7. Dezember 2014.